# Pictures in the Dark
„Pictures in the Dark“ je píseň britského multiinstrumentalisty Mika Oldfielda. Byla vydána jako jeho dvacátý singl na podzim 1985 a v britské hudební hitparádě se umístila na 50. místě (v prosinci 1985).
Tento singl nepochází z žádného alba. Píseň „Pictures in the Dark“ nazpívali Anita Hegerlandová, tehdejší Oldfieldova přítelkyně, a velšský sborista Aled Jones. Na přebalu je uveden také Barry Palmer, jenž původně nazpíval doprovodné vokály; Oldfield se však rozhodl pro píseň použít svoje vokály z demo verze. Skladba na B straně singlu, „Legend“, je instrumentální.
Singl vyšel také na dvanáctipalcové desce. Od standardní, sedmipalcové verze, se odlišuje o téměř dvě minuty prodlouženou písní „Pictures in the Dark“ a také, po „Legend“ následující, další instrumentálkou „The Trap“.

## Seznam skladeb
7" verze
1. „Pictures in the Dark“ (Oldfield) – 4:18
2. „Legend“ (Oldfield) – 2:20

12" verze
1. „Pictures in the Dark“ (Oldfield) – 5:56
2. „Legend“ (Oldfield) – 2:21
3. „The Trap“ (Oldfield) – 2:38